# Eric Young (worstelaar)
Jeremy Fritz (Florence (Ontario), 15 december 1979), beter bekend als Eric Young, is een Canadees professioneel worstelaar die werkzaam was bij Total Nonstop Action Wrestling (TNA) en bij de WWE op NXT. Hij is nu actief bij worstelpromotie Impact Wrestling.

## In worstelen
- Finishers
  - Bridging Northern Lights suplex
  - Death Valley driver (2008–2009)
  - Showstopper (Bridging wheelbarrow suplex)
  - Spike piledriver (2009-heden)
  - Youngblood Neckbreake
- Signature moves
  - Diving elbow drop
  - Diving leg drop
  - Inverted facelock neckbreaker
  - Modified dragon sleeper
  - Moonsault
  - Pendulum backbreaker
  - Powerbomb
  - Roll-up
  - Superkick
  - Thesz press
- Managers
  - Scott D'Amore
  - Gail Kim
  - Jeff Jarrett
  - Angel Williams
  - Traci
  - Kevin Nash
- Bijnamen
  - "Showtime"
  - "The Director"

## Prestaties
- American Combat Wrestling
  - ACW Heavyweight Championship (1 keer)
- Allied Powers Wrestling Federation
  - APWF Cruiserweight Championship (1 keer)
- Family Wrestling Entertainment
  - FWE Heavyweight Championship (1 keer)
- Fighting Spirit Pro Wrestling
  - FSPW Independent Championship (2 keer)
- Independent Wrestling Federation
  - IFW Heavyweight Championship (1 keer)
- Lariato Pro Wrestling
  - Lariato Pro Championship (1 keer)
- Memphis Wrestling
  - Memphis Southern Tag Team Championship (1 keer met Johnny Devine)
- Neo Spirit Pro
  - NSP Independent Championship (1 keer)
- Pro Wrestling Illustrated
  - PWI rankeerde hem #19 van de beste 500 singles worstelaars in de PWI 500 in 2010
- Total Nonstop Action Wrestling/Impact Wrestling
  - NWA World Tag Team Championship (2 keer) - Met Bobby Roode
  - TNA Legends/Globa/Television/King of the Mountain Championship (3 keer)
  - TNA Knockouts Tag Team Championship (1 keer) - met ODB
  - TNA World Beer Drinking Championship (2 keer)
  - TNA World Tag Team Championship (2 keer) - met Kaz & Kevin Nash en Scott Hall
  - TNA World Heavyweight/Impact World Championship (2 keer)
  - TNA X Division Championship (1 keer)
  - TNA Turkey Bowl 2011 en 2012
  - TNA World Cup of Wrestling 2014 - met Bully Ray, Gunner, Eddie Edwards en ODB
  - King of the Mountain 2016
  - 7e TNA Triple Crown Champion
  - 4e TNA Grand Slam Champion
  - TNA Year End Award 2006 - voor de meest inspirerend
- WWE NXT
  - NXT Tag Team Championship (1 keer) - met Alexander Wolfe
  - NXT Year-End Award (1 keer)
    - Tag Team of the Year (2017) -  met Alexander Wolfe and Killain Dain
- Wrestling Observer Newsletter
  - Worst Worked Match of the Year (2006) TNA Reverse Battle Royal on TNA Impact!
- Xtreme Wrestling Coalition
  - XWC World Heavyweight Championship (1 keer)